# Поріччя (Яворівський район)
Порі́ччя — село в Україні, у Івано-Франківській селищній територіальній громаді Яворівського району Львівської області. Населення становить 440 осіб (2001).

## Історія
У податковому реєстрі 1515 року в селі документується млин і 6 ланів (близько 150 га) оброблюваної землі.
У радянський час до села була приєднана колишня німецька колонія Ротенган (перейменована на хутір Заярний).
Давніще село належало до парафії в Поріччі Ґрунтовому. У 1990 р. мешканці греко-католицької громади спорудили муровану каплицю, а у 1991 р. розпочали будівництво мурованої церкви.
В селі знаходиться кам'яна церква Христа-царя, відновлена 2000 року. Юрисдикція: Львівська митрополія, Львівська архієпархія, Янівський деканат.

## Населення

### Мова
Розподіл населення за рідною мовою за даними перепису 2001 року:
| Мова       | Кількість | Відсоток |
| ---------- | --------- | -------- |
| українська | 436       | 99.09%   |
| російська  | 2         | 0.45%    |
| білоруська | 1         | 0.23%    |
| болгарська | 1         | 0.23%    |
| Усього     | 625       | 100%     |